# Саптаріші
Саптаріші (санскр. सप्तर्षि saptarṣi IAST «сім мудреців») - семеро мудреців, синів  бога Брахми, народжені з його розуму. Семеро ріші вважаються творцями Всесвіту і прабатьками всіх нині живих. По іменах сапта-ріші в індійській астрономії називаються сім основних зірок сузір'я Ursa Major - Великої ведмедиці (астеризм Ковш, Віз або Плуг). 
Ранній список сімох ріші дається в «Джайміні-брахмані» (2.218-221): Васішта, Бхарадваджа, Джамадагні, Готама, Атрі, Вішвамітра і Агастья. У «Бріхадараньяка-упанішаді» (2.2.6) Агастья замінюється Атрі. У пізнішій «Гопатха-брахмані» (1.2.8) говориться про вісім ріші: Васішта, Бхарадваджа, Джамадагні, Готама, Атрі, Вішвамітра, Гунг, Агастья і Кашйапа. В більшості випадків при вчиненні традиційних весільних ритуалів брахман, зазвичай показує нареченій зірку Арундаті (Алькор). Садхві Арундаті - це дружина Ріші Васиштхи. Ця пара прославилася своїми гармонійними взаємовідносинами і особливою відданістю один одному. 
За «Вішну-пураною» їх імена: Крат, Пулаха, Пуластья, Атрі, Ангіраса, Васішта і Бхрігу . Сім ріші згадуються в «Вішну-пурані» XXI.28, докладніше в VII.1-5: 
|  | Потім від зосередження (Брахми) народилися наділені розумом нащадки, їхні тіла і здібності виникли від тілесної (сутності Брахми). Від членів мудрого (бога) з'явилися «ті, що пізнали поле». Це я вже повідав раніше. Всі вони, боги і інші істоти, а також нерухомі (предмети) перебували як вмістилище трьох гун. Але, оскільки ці істоти, що рухаються і нерухомі, не розмножувалися, мудрий (бог) створив інших, наділених розумом синів, подібних собі. (Ці) - наділені розумом Бхрігу, Пуластья, Пулака, Крат, а також Ангираса, Марич, Дакша, Атрі і Васішта. |

Ріші, які передали людям джйотіш, розробили метод періодизації великих проміжків часу  - саптаріші накшатра.
Відповідники ріші і зірок у індійській астрономії за "Бріхат самхітою"- 
| Імя            | Позначення | Західна Назва |
| -------------- | ---------- | ------------- |
| Крату          | α UMa      | Дубхе         |
| Пулаха         | β UMa      | Мерак         |
| Пуластья       | γ UMa      | Фекда (Фад)   |
| Атрі           | δ UMa      | Мегрец        |
| Ангірас        | ε UMa      | Аліот         |
| Васішта        | ζ UMa      | Міцар         |
| Бхрігу(Марічі) | η UMa      | Алькаїд       |